# Service de sécurité incendie de Lévis
Le Service de sécurité incendie de Lévis, connu sous l'acronyme SPIL, est responsable de la protection et de la lutte des incendies sur le territoire de la ville de Lévis.

## Casernes
Le SPIL dispose de six casernes:
| Numéro    | Adresse                        | Secteur/Ville                 |
| --------- | ------------------------------ | ----------------------------- |
| Caserne 1 | 6900, Boulevard de la Rive-Sud | Lévis                         |
| Caserne 2 | 2060, 3e Rue                   | Saint-Romuald                 |
| Caserne 3 | 451, Rue Jérôme-Demers         | Saint-Nicolas (Lévis)         |
| Caserne 4 | 1, Place Chamberland           | Saint-Étienne-de-Lauzon       |
| Caserne 5 | 344, 10e Avenue                | Pintendre                     |
| Caserne 6 | 7, Avenue Saint-Augustin       | Sainte-Hélène-de-Breakeyville |